# Gnojno (województwo mazowieckie)
Gnojno – wieś w Polsce położona w województwie mazowieckim, w powiecie pułtuskim, w gminie Pułtusk.  Ma status sołectwa. Leży nad Narwią.
| SIMC    | Nazwa  | Rodzaj    |
| ------- | ------ | --------- |
| 0123056 | Rapaty | część wsi |

Wieś duchowna położona była w drugiej połowie XVI wieku w powiecie makowskim ziemi różańskiej województwa mazowieckiego. W 1785 roku wchodziła w skład klucza przemiarowskiego biskupstwa płockiego. W latach 1975–1998 miejscowość administracyjnie należała do województwa ciechanowskiego.
Wierni Kościoła rzymskokatolickiego należą do parafii św. Wojciecha w Zambskach Kościelnych.

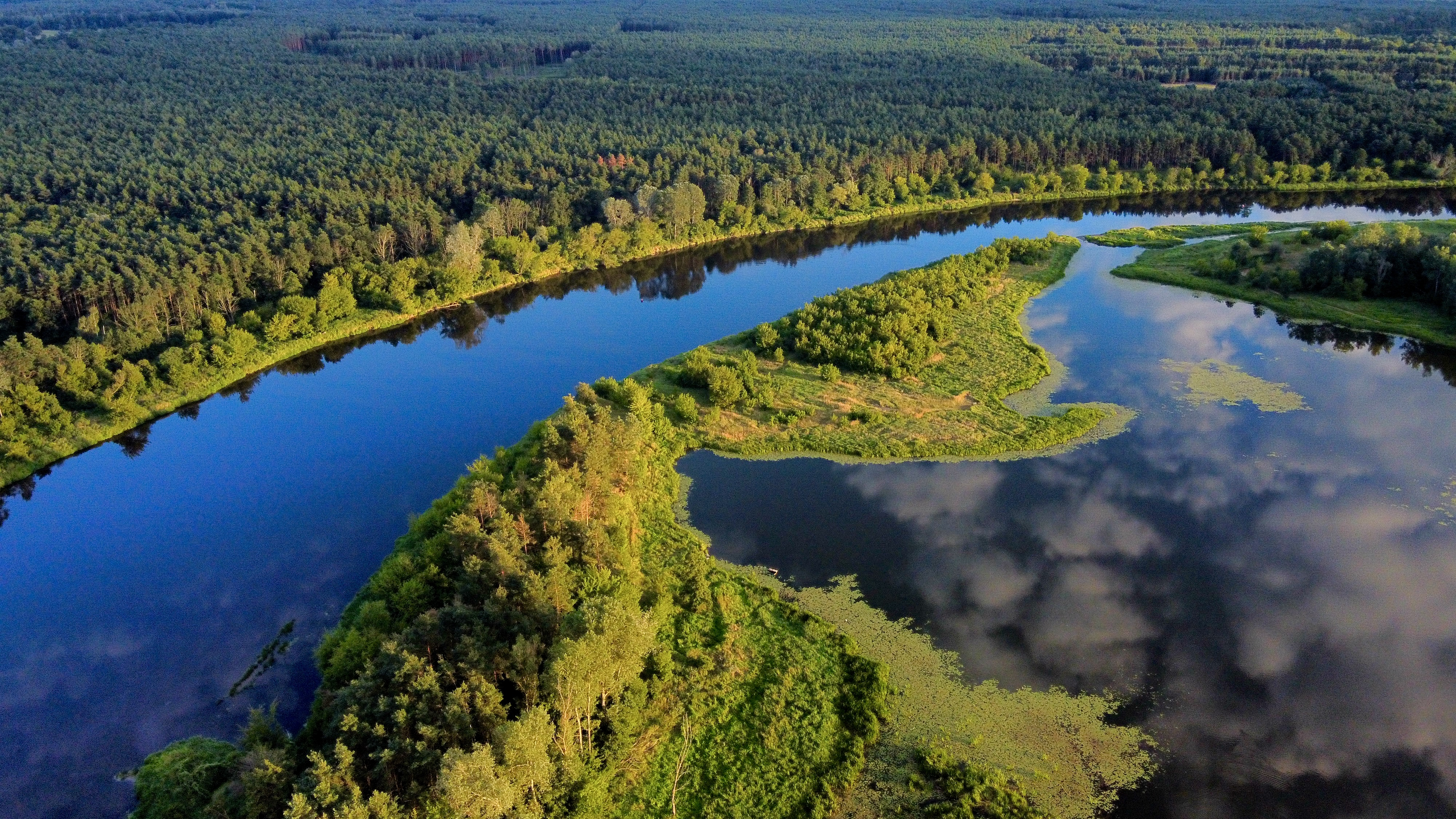
Gnojno z lotu ptaka
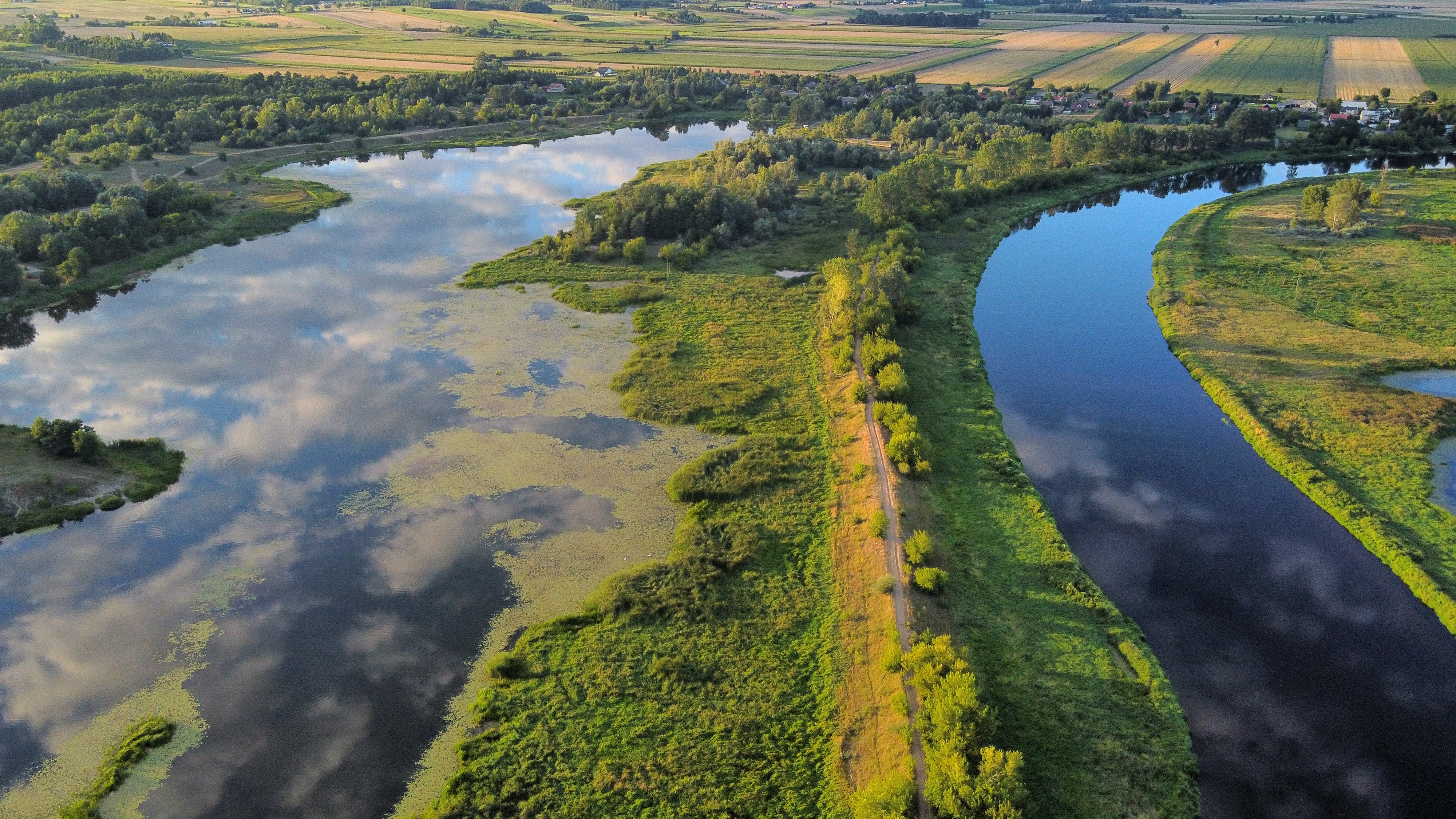
Zalew w Gnojnie